# Федик Богдан Миколайович
Богдан Миколайович Федик (псевдо: «Крук»; 12 лютого 1919, с. Мечищів, Бережанський район, Тернопільщина — 7 травня 1945, біля с. Сосулівка, Чортківський район, Тернопільська область) — хорунжий УПА (15.04.1945), курінний Бережанського куреня, а згодом відділу «Лісовики» (01.1945-05.1945), командир 18-го (Чортківського) ТВ «Стрипа» (01.05.1945 — 7.05.1945) ВО-3 «Лисоня».
Лицар Срібного Хреста бойової заслуги 2-го класу (25.04.1945).

## Життєпис
Федик Богдан народився 12 лютого 1919 на Тернопільщині.
Протягом першої радянської окупації Галичини у вересні 1939 — червні 1941 перебував у Польщі.
Член ОУН, районний провідник ОУН у Мечищеві.
Служив у батальйоні «Нахтігаль» (1941), потім у 201-му шуцманшафт-батальйоні (12.1941-12.1942), а після закінчення контракту перейшов в УПА.

## Бойовий шлях в УПА

Бережанська округа ОУН.1944 Зліва направо: Федик Богдан-«Крук» — командир сотні «Холодноярці», Якубовський Володимир-«Бондаренко» — шеф штабу ВО-3 «Лисоня», Хома Михайло-(«Обух», «Довбуш»)— окружний провідник Бережанської округи, «Гонта» — військовий референт Бережанської округи, М. Бартків-«Рух» — референт пропаганди Бережанської округи. Весна 1944 р.

З вересня 1943 командир сотні «Холодноярці», важко поранений 27 вересня 1944 у Зборівському районі, присвоєно ранг старшого булавного.
З 3 по 8 листопада 1944 відбувся рейд частини куреня «Крука» на територію Кам'янець-Подільської області через Смотрицький, Дунаєвецький, Ярмолинецький, Сатанівський райони; бої — 4 листопада між селами Нігин і Балинівка (Дунаєвецький район), 7 листопада в Турчинецькому лісі (Сатанівський район). Мета рейду: роздача пропагандистської літератури, нищення інфраструктури радянської влади.
З 7 по 29 листопада 1944 рейд спецвідділу з куреня «Крука» (сотні «Орли» і «Сірі Вовки») на Буковину; бої — в с. Онут 28 листопада, 29 листопада в с. Вільхівці.
Із січня 1945 — командир сотні «Лісовики» і командир Бережанського куреня; у квітні 1945 нагороджений Срібним хрестом бойової заслуги за хоробрість і вміле керування відділами в боях; 15 квітня 1945 присвоєно ранг хорунжого; загинув у віці 26 років 7 травня 1945 в бою під Сосулівкою.

### Бій сотні «Лісовики» з НКВС
15 квітня 1945 сотня «Лісовики» квартирувала на хуторах Морги біля с. Сільце Божиківське (район Підгайці). Ранком біля 7-ї години почулися постріли і розвідка донесла, що до с. Слов'ятин вночі приїхало НКВС. Командир сотні старший булавний «Крук» оголосив тривогу і наказав відходити до лісу. Інші розвідники доповіли, що до ближніх сіл Божиків, Тростянець теж прибули радянські війська для оточення лісового масиву. «Крук» наказав зайняти позиції між Сільцем і присілком Діброва і приготуватися до бою.
Близько 11-ї години з боку Діброви почулися постріли і невдовзі почався жорстокий бій, який тривав більше години. Ворог наступав з усіх боків з великою настирливістю. Повстанці мужньо відбивали численні атаки. Після оточення сотні «Крук» наказав пробиватися. Чекісти не витримали удару, сотня забрала поранених і вирвалася з оточення. Ворожі втрати: 17 вбитих і стільки ж поранених. Повстанські втрати: 18 вбитих і кілька поранених.

### Бій під Сосулівкою
7 травня 1945 року курінь під командою «Бистрого» (сотні «Сірі Вовки» і «Чорноморці») квартирував у лісі біля с. Сосулівка (Чортківський район). О 17-й годині розвідка донесла, що на північній стороні лісу висадилися радянські солдати з 4 машин, а на східній — з 8, а на південній і на західній НКВС поставило застави.
У таборі було оголошено тривогу. Обидві сотні почали рухатися на південь. Над лісом з'явилися два розвідувальні літаки, які почали скидати легкі бомби і обстрілювати з кулеметів. Повстанці збили один з літаків, після чого другий утік.
Підійшовши на близьку відстань, ворог почав штурм позицій сотні «Сірі Вовки» та її підстаршинської школи. Сотня відкинула ворога, школа піддалася і впустила ворога в середину табору. «Бистрий» перекинув на цю ділянку запасну чоту, яка разом з «Сірими Вовками» викинула радянців з табору і почала витискати з лісу. Ворожі лави збилися і почали відступ. Під прикриттям ночі курінь вийшов з лісу і подався на південь.
Сили радянців: 281-й полк НКВС і чортківський «істрєбітєльний батальйон» кількістю 150 осіб при двох танках і двох літаках. Ворожі втрати: 100 осіб вбитими і пораненими, збитий літак з екіпажем. Повстанські втрати: загинув командир ТВ «Крук» (Федик Богдан), 2 старшини УПА і 2 повстанці, було кілька поранених.

### Останній бій куреня біля с. Стінка
На початку травня 1945 великі сили НКВС, які робили облаву обабіч річки Серет, перейшли в Чортківський район для знищення куреня «Крука». Під Сосулівкою (7 травня) відбувся перший бій, в якому загинув сам «Крук», але курінь вийшов з оточення і почав відступати в Бучацький район, щоб через річку Дністер перейти в Товмацький район. Але зробити цього не зміг через великі сили ворога. Неподалік свого недавнього тріумфу біля с. Стінка, де у цілоденному оборонному бою було вбито 30 ворогів без жодних повстанських втрат, круківці дали 13 травня останній бій. 140 повстанців билися до смерті. Полонених не було: останніх 20 пострілялися останніми набоями. З німим подивом ходили «переможці» з НКВС по цьому полі бою. Підполковник НКВС сказав селянам с. Сновидова: «Поховайте їх з честю. Вони на це заслуговують. Це герої».

## Нагороди
- Згідно з Наказом Головного військового штабу УПА ч. 1/45 від 25.04.1945 р. командир тактичного відтинку УПА-Південь Богдан Федик – «Крук» нагороджений Срібним хрестом бойової заслуги УПА 2 класу.

## Вшанування пам'яті
- 19.11.2017 р. від імені Координаційної ради з вшанування пам’яті нагороджених Лицарів ОУН і УПА у м. Бережани Тернопільської обл. Срібний хрест бойової заслуги УПА 2 класу (№ 007) переданий Володимиру Гуменюку, племіннику Богдана Федика – «Крука».